# Fort Concho
Fort Concho est un ancien poste militaire de la United States Army établi le 4 décembre 1867 à la jonction des branches nord et sud de la rivière Concho (en), à l'emplacement de la ville actuelle de San Angelo au Texas.
Avec les forts Bliss, Quitman, Davis, Stockton, Griffin et Richardson, le fort Concho faisait partie d'un système de défense de la frontière s'étendant d'El Paso à la rivière Rouge.
Initialement dénommé Camp Hatch, il fut renommé Camp Kelly en janvier 1868 avant de prendre son nom définitif le 5 février 1868. Il a été abandonné le 20 juin 1889.
Le site a été désigné National Historic Landmark le 4 juillet 1961.